# Three Green Eyes
Three Green Eyes er en amerikansk stumfilm fra 1919 af Dell Henderson.

## Medvirkende
- Carlyle Blackwell som Paul Arden
- Evelyn Greeley som Suzanne Russell
- Montagu Love som Allen Granat
- June Elvidge som Lucille Vale
- Johnny Hines som Johnnie Wiggan